# Групова збагачувальна фабрика «Вахрушевська»
Групова збагачувальна фабрика «Вахрушевська» — введена в дію у 1955 році. Збудована за проектом інституту «Дніпродіпрошахт». Призначена для збагачення антрациту, виробнича потужність за проектом становила 600 тис. т на рік.
Технологічна схема передбачала збагачення у мийних жолобах класу 6-100 мм і виділення сухого відсіву (штибу) 0-6 мм. Збагачений антрацит перед відвантаженням на споживання розділяється на товарні сорти за стандартною шкалою: 6-13, 13-25 та 25-100. У 1969 році технологія зазнала модернізації з заміною мийних жолобів на відсаджувальні машини. Згодом для збагачення класу 25-100 мм було впроваджено важкосередовищний сепаратор, а відсадка стала використовуватися для збагачення класу 6-25 мм. Водночас з тим було вдосконалено технологію зневоднювання продуктів збагачення та обробки шламу, збудована яма привізної сировини. Потужність фабрики зросла до 1500 тис. т на рік. Залишилася невирішена проблема зниження зольності відсіву та ліквідації випуску енергетичного шламу, що накопичується у зовнішніх відстійниках.
Місце знаходження: м. Ровеньки, смт Ясенівський, Луганська обл., залізнична станція Лобівські Копальні.